# Замерлянское
Замерлянское (укр. Замерлянське), село, 
Качаловский сельский совет,
Краснокутский район,
Харьковская область.
Население в 1986 году составляло 0,01 тыс. человек.
Село ликвидировано.

## Географическое положение
Село Замерлянское находится на расстоянии в 1 км на юг от села Качаловка.